# Boy's Next Door
Boy's Next Door (少年残像, shōnen zanzō) est un shōjo manga de Kaori Yuki, considéré en France comme du yaoi du fait de la présence d'une relation amoureuse entre hommes. L'histoire se situe à Los Angeles, et raconte la relation entre Adrian, un enseignant cachant un lourd secret, et Lawrence, un adolescent prostitué.